# Osie (gemeente)
De gemeente Osie is een landgemeente in het Poolse woiwodschap Koejavië-Pommeren, in powiat Świecki.
De zetel van de gemeente is in Osie.
Op 30 juni 2004 telde de gemeente 5240 inwoners.

## Oppervlakte gegevens
In 2002 bedroeg de totale oppervlakte van gemeente Osie 209,61 km², waarvan:
- agrarisch gebied: 21%
- bossen: 69%

De gemeente beslaat 14,23% van de totale oppervlakte van de powiat.

## Demografie
Stand op 30 juni 2004:
| Omschrijving                   | Totaal | Totaal | Vrouwen | Vrouwen | Mannen | Mannen |
| ------------------------------ | ------ | ------ | ------- | ------- | ------ | ------ |
| eenheid                        | aantal | %      | aantal  | %       | aantal | %      |
| inwoners                       | 5240   | 100    | 2640    | 50,4    | 2600   | 49,6   |
| bevolkingsdichtheid (inw./km²) | 25     | 25     | 12,6    | 12,6    | 12,4   | 12,4   |

In 2002 bedroeg het gemiddelde inkomen per inwoner 1659,32 złoty.

## Administratieve plaatsen (sołectwo)
Brzeziny, Jaszcz, Łążek, Miedzno, Osie, Pruskie, Radańska, Stara Rzeka, Tleń, Wałkowiska, Wierzchy.

## Aangrenzende gemeenten
Cekcyn, Drzycim, Jeżewo, Lniano, Osiek, Śliwice, Warlubie